# Черкасова, Екатерина Михайловна
Екатери́на Миха́йловна Черка́сова (4 декабря 1892 года, Кашино, Волоколамский уезд, Московская губерния — 5 февраля 1938 года, Бутовский полигон) — послушница, святая Русской православной церкви, причислена к лику святых как преподобномученица в 2001 году для общецерковного почитания.

## Жизнеописание
Послушница Екатерина родилась 4 декабря 1892 года в селе Кашино Волоколамского уезда Московской губернии в семье крестьянина Михаила Черкасова. Окончила сельскую церковно-приходскую школу. В 1915 году Екатерина поступила в Троицкий Александро-Невский монастырь, находящийся близ деревни Акатово в Клинском уезде Московской губернии, где подвизалась до 1922 года. По выходе из монастыря женщина оказывала помощь народу.

## Арест и мученическая кончина
Арестована по обвинению в контрреволюционной деятельности в ночь на 20 января 1938 года, сразу после праздника Богоявления. Заключена в тюремную камеру при районном отделении НКВД в городе Истре. Несмотря на серию допросов, непрерывно продолжавшихся в течение нескольких дней в общей сложности пятерыми следователями, виновной себя не признала. После допросов переведена в Бутырскую тюрьму. Фрагмент допроса четвёртым следователем (на третий день ареста):
— Дайте показания о вашей антисоветской деятельности!
— Антисоветской деятельностью я не занималась.
— Вы также уличаетесь в том, что, будучи ярой церковницей, распускали провокационные слухи о войне и падении советской власти.
— Я действительно являюсь ярой церковницей, но провокационных слухов я не распускала.
— Следствию точно известно, что, будучи ярой церковницей, вы высказывали своё недовольство и сожаление об известных контрреволюционерах, ныне расстрелянных. Это вы признаёте?

— Никогда я не высказывала недовольство и сожаление о расстрелянных врагах партии и советской власти.
26 января 1938 года Особой тройкой НКВД по Московской области послушница Екатерина Черкасова приговорена к расстрелу по ст. 58 п. 10—11 за «активную контрреволюционную агитацию».
Расстреляна 5 февраля 1938 года и погребена в безвестной общей могиле на Бутовском полигоне.
Реабилитирована в 1989 году прокуратурой Московской области.

## Канонизация
Причислена к лику святых новомучеников и исповедников Российских для общецерковного почитания Постановлением Священного Синода от 26 декабря 2001 года.
День памяти: 5 февраля (23 января) в Соборе новомучеников и исповедников Российских.